# 南圖勒群島
59°25′16″S 27°13′49″W / 59.42115°S 27.23041°W

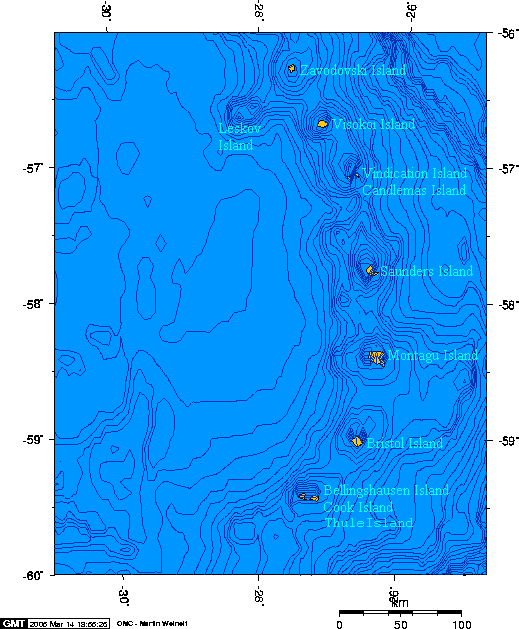

南圖勒群島是大西洋的群島，屬於南桑威奇群島的一部分，由別林斯高晉島、庫克島和圖勒島3座島嶼組成，行政方面由英國海外領土南喬治亞島與南桑威奇群島負責管轄，總土地面積36平方公里，島上無人居住。